# 毛坝乡 (酉阳县)
毛坝乡，是中华人民共和国重庆市酉阳土家族苗族自治县下辖的一个乡镇级行政单位。

## 行政区划
毛坝乡下辖以下地区：
天仓村、毛坝村、龙家村、双龙村、秀水村、细沙河村和新建村。